# Gnophos supinaria
Gnophos supinaria är en fjärilsart som beskrevs av Mann 1854. Gnophos supinaria ingår i släktet Gnophos och familjen mätare. Inga underarter finns listade i Catalogue of Life.